# Tarek Heggy
Tarek Heggy (en árabe: طارق حجى‎) nacido el 12 de octubre de 1950, es un autor liberal y periodista egipcio. Heggy es uno de los escritores más reputados en su país en la temática de la reforma política de Egipto. Su amplia obra involucra los valores de la modernización, la democracia, la tolerancia y los derechos de la mujer en el medio oriente como partes fundamentales del avance de la región. Ha brindado conferencias en universidades e instituciones alrededor del mundo, como la fundación Heritage y el Concilio para las Relaciones Exteriores.
La temática principal de Heggy es la necesidad de una reforma política, cultural, educativa y económica en Egipto y en todo oriente medio. 
Hace hincapié en el respeto por los derechos individuales y el poder de la razón humana para impulsar las ciencias. Es un defensor de la creatividad y las artes, de la igualdad de género, los mercados libres, la administración pública no sectaria y la utilización de técnicas modernas de gestión.
Dos libros de Tarek Heggy (publicados justo antes de la revolución árabe), The Arab Cocoon (2010) y The Arab Mind Bound (2011), determinan si el mundo árabe es resistente a las formas occidentales de progreso y por qué. Heggy plantea que es la cultura árabe, ampliamente interpretada, la que retiene a la región y no la deja progresar. Él cree que ni la política exterior de los Estados Unidos ni la existencia de Israel son las principales razones de esto. Tampoco cree que el colonialismo europeo, el sistema capitalista global o la liga de gobernantes autocráticos que se aferraron (y en algunos lugares, continúan aferrándose) al poder gracias a los ingresos petroleros o la ayuda militar externa son las causas. Heggy se inspira en su pasado cosmopolita, su experiencia comercial y sus discusiones con intelectuales públicos de cualquier persuasión para criticar a la cultura árabe.
La mentalidad que describe Heggy es propensa a una versión literal y politizada del Islam, que es un contribuyente importante al malestar árabe. El núcleo de la contienda más importante de Heggy está encapsulado por esta metáfora en The Arab Mind Bound: la cultura árabe está "atada con dos cadenas pesadas": una es la clase de Islam promulgada por el wahabismo saudí y en menor medida por la Hermandad Musulmana; y la otra es un sistema educativo disfuncional que perpetúa los "procesos de pensamiento defectuoso, distorsiones intelectuales y delirios negativos" que producen un estancamiento endémico en todas las esferas. De ello se deduce que ningún intento de abordar los innumerables problemas políticos y económicos que enfrenta el mundo árabe islámico tendrá éxito sin reformas religiosas, culturales y educativas.
De acuerdo a Bernard Lewis, profesor emérito de la Universidad de Princeton, Heggy es una "voz valiente y distintiva de Egipto" y proporciona "una visión interior sincera y provocadora de los problemas actuales del mundo árabe". Heggy participó en el debate de BBC/Doha sobre la separación de la mezquita y el estado.